# Thomas B. Larkin
Thomas Bernard Larkin (Louisburg, 15 de diciembre de 1890 – 17 de octubre de 1968) fue un militar estadounidense que alcanzó el grado de teniente general y sirvió en el cuartel general del Ejército de Estados Unidos.

## Primeros años
Larkin nació en Louisburg, Wisconsin y estudió en la Universidad Gonzaga en Spokane, Washington. En 1915 se graduó en la Academia Militar de los Estados Unidos, siendo destinado a México en 1916 con el Segundo Batallón de Ingenieros. Retornó a Estados Unidos y se graduó en la Escuela de Ingenieros de Washington Barracks. Durante la Primera Guerra Mundial, fue enviado a Francia, siendo condecorado con la Estrella de Plata por su desempeño en la Segunda batalla del Marne durante julio de 1918.
Entre 1921-1923 fue asistente del agregado militar en la embajada estadounidense en Japón. En 1927 se graduó de la Escuela industrial Militar; en 1929 se graduó del Command and General Staff School en Fort Leavenworth; en 1938 se graduó de la Escuela de Guerra.

## Carrera militar
Larkin fue destinado al Canal de Panamá por entonces bajo dominio de Estados Unidos desde la invasión a Panamá de 1902.
En febrero de 1943 fue nombrado comandante general del Servicio de Suministros en la Campaña de África del Norte y luego comandante de Comunicaciones. Por su tarea en garantizar los suministros de los tropas en la Campaña de Túnez, fue condecorado con la Medalla por Servicio Distinguido del Ejército en junio de 1943. En noviembre de 1944 fue condecorado con la Hoja de roble por su papel en el planeamiento de la invasión del sur de Francia y apoyo al Quinto Ejército en Italia.[cita requerida]
El 1 de febrero de 1946 fue ascendido a oficial de estado mayor hasta el 20 de marzo de 1949. Se retiró en 1952 con el grado de teniente general.
En la década de 1960 fue contratado por el Banco Mundial para elaborar un polémico plan conocido como Plan Larkin para su aplicación en ferrocarriles de Argentina durante el gobierno de Arturo Frondizi (1958-1962), que causó fuertes protestas de la población y los sindicatos.